# Туристу о Ленинграде
«Туристу о Ленинграде» — популярная книжная серия, выпускавшаяся издательством «Лениздат» (Ленинград) в 1965—1988 годах.
Книги серии представляют собой краткие очерки-путеводители по различным историко-архитектурным памятникам города, его проспектам, площадям, дворцам, музеям и прочим выдающимся творениям русских зодчих. Многие книги серии выпускались массовыми тиражами и неоднократно переиздавались. Иногда в серии переиздавались книги, ранее выходившие отдельными изданиями. Так, написанный Л. И. Бастаревой и В. И. Сидоровой путеводитель по Петропавловской крепости, выдержавший три издания, ещё четырежды с исправлениями и дополнениями переиздавался в рамках серии (в 1978, 1980, 1983 и 1986 годах).
Оформление серии менялось дважды: первый раз в 1967 году, второй — в 1972 году, когда был слегка увеличен размер и добавлена ламинация обложки, на которую вместо рисунков стали помещать фотографии.
Формат книги:
- 1965—1971 — 60х90/32 (115х140 мм); обложка бумажная.
- 1972—1988 — 70x108/32 (130х165 мм); обложка бумажная, ламинированная.

К серии «Туристу о Ленинграде» тематически примыкала небольшая серия «Прогулки по Ленинграду», издаваемая Лениздатом в 1970-е годы в том же формате — книги этой серии были построены в виде кратких исторических очерков с описанием экскурсионных маршрутов по отдельным улицам города.

## Книги серии

### 1965
- Зуев Б. В., Иванов И. А. Вечное пламя / Художник Б. Г. Сахенберг. — Л.: Лениздат, 1965. — 40 с. — 25 000 экз.
- Коничев Ф. К. Гавань / Художник Е. Я. Захаров. — Л.: Лениздат, 1965. — 39 с. — 25 000 экз.
- Пукинский Б. К. Ансамбль Росси / Художник И. З. Семенцов. — Л.: Лениздат, 1965. — 54 с. — 8000 экз.
- Семенов Г. (Молотков Г.С.) Вокзалы / Художник А. А. Кузьмин. — Л.: Лениздат, 1965. — 56 с. — 5000 экз.
- Никитин П. Е. Музей В. И. Ленина / Художник В. А. Бендингер. — Л.: Лениздат, 1965. — 36 с. — 25 000 экз.
- Охотников И. В. Литераторские мостки / Художник Ю. А. Петров. — Л.: Лениздат, 1965. — 48 с. — 10 000 экз.
- Пукинский Б. К. Комсомольская площадь / Художник И. П. Кремлев. — Л.: Лениздат, 1965. — 44 с. — 5000 экз.
- Дубинин Л. А. Музей Великого Октября / Художник О. В. Титов. — Л.: Лениздат, 1965. — 76 с. — 20 000 экз.
- Петров Г. Ф. Русский музей / Художник Б. И. Клюшкин. — Л.: Лениздат, 1965. — 48 с. — 25 000 экз.
- Пукинский Б. К. Стрелка Васильевского острова / Художник А. А. Яценко. — Л.: Лениздат, 1965. — 88 с. — 5000 экз.
- Кулешов И. М. Центральный военно-морской музей / Художник Н. А. Нефедов. — Л.: Лениздат, 1965. — 40 с. — 15 000 экз.
- Садовый Н. А. Ленинградская филармония / Художник В. С. Орлов. — Л.: Лениздат, 1965. — 48 с. — 5000 экз.
- Молотков Г. С. Зеленогорск / Художник С. М. Малахов. — Л.: Лениздат, 1965. — 48 с. — 25 000 экз.
- Яблочкин Ю. Н. Гатчина / Художник О. И. Маслаков. — Л.: Лениздат, 1965. — 48 с. — 25 000 экз.
- Олейников М. К. Сестрорецк / Художник А. Г. Малахов. — Л.: Лениздат, 1965. — 52 с. — 10 000 экз.
- Садовый Н. А. Пенаты. Музей-усадьба И. Е. Репина / Художник С. Я. Гесин. — Л.: Лениздат, 1965. — 44 с. — 50 000 экз.
- Иванова В. В. Академический театр драмы имени А. С. Пушкина / Художник В. А. Кустов. — Л.: Лениздат, 1965. — 80 с. — 15 000 экз.
- Метлицкий Б. Г. Театр имени М. Горького / Художник В. А. Бендингер. — Л.: Лениздат, 1965. — 44 с. — 10 000 экз.
- Медведев М. Н. Ленинградский цирк / Художник Е. Я. Захаров. — Л.: Лениздат, 1965. — 60 с. — 100 000 экз.

### 1966
- Охотников И. В. Ботанический сад / Художник О. В. Титов. — Л.: Лениздат, 1966. — 68 с. — 56 000 экз.
- Гордин А. М., Гордин Я. А. Площадь Декабристов / Художник Б. Н. Осенчаков. — Л.: Лениздат, 1966. — 72 с. — 75 000 экз.
- Буданова Т. В. Государственный академический театр оперы и балета имени С. М. Кирова / Художник В. С. Орлов. — Л.: Лениздат, 1966. — 96 с. — 25 000 экз.
- Борисевич К. К. Ленинградский морской порт / Художник В. А. Бендингер. — Л.: Лениздат, 1966. — 64 с. — 10 000 экз.
- Петров Г. Ф. Гостиный двор / Художник Г. И. Гунькин. — Л.: Лениздат, 1966. — 44 с. — 28 000 экз.

### 1967
- Канн П. Я. Летний сад / Художник Г. В. Дерягин. — Л.: Лениздат, 1967. — 84 с. — 75 000 экз.
- Вересов А. И. Крепость «Орешек» / Художник В. К. Царев. — Л.: Лениздат, 1967. — 79 с. — 50 000 экз.
- Соколова Т. М. Зимний дворец / Художник А. Г. Малахов. — Л.: Лениздат, 1967. — 60 с. — 50 000 экз.
- Охотников И. В. Памятник на площади Ленина / Художник Ю. И. Свиридов. — Л.: Лениздат, 1967. — 64 с. — 17 500 экз.
- Петров Г. Ф. Пискаревское кладбище / Художник Э. И. Капелян. — Л.: Лениздат, 1967. — 40 с. — 100 000 экз.
- Клюевская К. В. Медный всадник / Художник Е. Я. Захаров. — Л.: Лениздат, 1967. — 36 с. — 50 000 экз.
- Ломан О. В. Музей-квартира Н. А. Некрасова / Художник В. А. Бендингер. — Л.: Лениздат, 1967. — 60 с. — 10 000 экз.

### 1968
- Ильмас Е. В. Театр музыкальной комедии / Художник И. А. Корнилова. — Л.: Лениздат, 1968. — 67 с. — 17 000 экз.
- Паршин Л. А. Метрополитен имени В. И. Ленина / Художник А. А. Бендингер. — Л.: Лениздат, 1968. — 80 с. — 15 000 экз.

### 1969
- Охотников И. В. Музей А. В. Суворова / Художник В. А. Бендингер. — Л.: Лениздат, 1969. — 84 с. — 15 000 экз.

### 1970
- Ченакал В. Л. Музей М. В. Ломоносова / Художник Ю. Н. Васильев. — Л.: Лениздат, 1970. — 104 с. — 25 000 экз.

### 1971
- Измайлов А. Ф. Ленинградский речной порт / Художник В. А. Кустов. — Л.: Лениздат, 1971. — 76 с. — 8000 экз.
- Петров Г. Ф. Пискарёвское кладбище. — Л.: Лениздат, 1971. — 44 с. — 75 000 экз.
- Ломан О. В. Музей-квартира Н. А. Некрасова / Художник И. А. Корнилова. — Л.: Лениздат, 1971. — 48 с. — 25 000 экз.
- Карышев О. В. Ленинградский аэропорт / Художник С. Я. Гесин. — Л.: Лениздат, 1971. — 56 с. — 8000 экз.

### 1972
- Лисовский В. Г. Академия художеств. — Л.: Лениздат, 1972. — 184 с. — 30 000 экз.
- Якирина Т. В., Карпович И. Д. Исаакиевский собор — Л.: Лениздат, 1972. — 100 с. — 100 000 экз.
- Нетунахина Г. Д., Удимова Н. И. Музей городской скульптуры: Краткий путеводитель. — Л.: Лениздат, 1972. — 184 с. — 100 000 экз.
- Охотников И. В. Литераторские мостки. — Л.: Лениздат, 1972. — 37 с. — 50 000 экз.
- Садовый Н. А. Капелла / Художник К. Н. Седов. — Л.: Лениздат, 1972. — 62 с. — 20 000 экз.
- Петров Г. Ф. Русский музей. — Л.: Лениздат, 1972. — 56 с. — 100 000 экз.
- Кущий Г. С. Паровоз № 293 — Л.: Лениздат, 1972. — 74 с. — 10 000 экз.

### 1973
- Васильев В. В. Аничков мост. — Л.: Лениздат, 1973. — 48 с. — 50 000 экз.
- Кузнецова О. Н. Летний сад и летний дворец Петра I. — Л.: Лениздат, 1973. — 88 с. — 100 000 экз.
- Сашонко В. Н. Адмиралтейство. — Л.: Лениздат, 1973. — 100 с. — 50 000 экз.
- Серпокрыл С. М. Дворцовая площадь. — Л.: Лениздат, 1973. — 184 с. — 50 000 экз.

### 1974
- Итс Р. Ф. Кунсткамера. — Л.: Лениздат, 1974. — 120 с. — 15 000 экз.

### 1975
- Петров Г. Ф. Пискарёвское кладбище. — Л.: Лениздат, 1975. — 56 с. — 75 000 экз.
- Радченко Б. Г. Часы Ленинграда. — Л.: Лениздат, 1975. — 152 с. — 25 000 экз.
- Бурковский Б. В., Кулешов И. М. Крейсер «Аврора». — 4-е издание, дополненное. — Л.: Лениздат, 1975. — 112 с. — 75 000 экз.

### 1977
- Булушев П. М., Ганшин В. И. Подвигу твоему, Ленинград. — Л.: Лениздат, 1977. — 64 с. — 50 000 экз.
- Раскин А. Г. Триумфальные арки Ленинграда / Фотографии В. И. Шлакана. — Л.: Лениздат, 1977. — 232 с. — 50 000 экз.
- Петров Г. Ф. Пискарёвское кладбище. — 5-е издание. — Л.: Лениздат, 1977. — 56 с. — 75 000 экз.

### 1978
- Бастарева Л. И., Сидорова В. И. Петропавловская крепость. — Л.: Лениздат, 1978. — 152 с. — 100 000 экз.

### 1979
- Бартев Г. П., Бурковский Б. В., Скляров И. И. Крейсер «Аврора». — Л.: Лениздат, 1979. — 152 с. — 100 000 экз.
- Филиппов С. (Севастьянов С.Ф.). Площадь Революции. — Л.: Лениздат, 1979. — 96 с. — 70 000 экз.

### 1980
- Итс Р. Ф. Кунсткамера. — Л.: Лениздат, 1980. — 136 с. — 50 000 экз.
- Бастарева Л. И., Сидорова В. И. Петропавловская крепость. — Издание 4-е. — Л.: Лениздат, 1980. — 160 с. — 75 000 экз.
- Петров Г. Ф. Пискарёвское кладбище. — Л.: Лениздат, 1980. — 48 с. — 100 000 экз.

### 1981
- Канн П. Я. Площадь Труда. — Л.: Лениздат, 1981. — 120 с. — 50 000 экз.
- Нетунахина Г. Д. Музей городской скульптуры. — Л.: Лениздат, 1981. — 144 с. — 50 000 экз.
- Никитенко Г. Ю., Соболь В. Д. Большой проспект Васильевского острова. — Л.: Лениздат, 1981. — 96 с. — 50 000 экз.
- Оносовский Н. А. Проспект Максима Горького. — Л.: Лениздат, 1981. — 112 с. — 50 000 экз.

### 1982
- Сашонко В. Н. Адмиралтейство. — Л.: Лениздат, 1982. — 128 с. — 50 000 экз.

### 1983
- Бартев Г. П., Бурковский Б. В., Скляров И. И. Крейсер «Аврора». — Л.: Лениздат, 1983. — 96 с. — 150 000 экз.
- Бастарева Л. И., Сидорова В. И. Петропавловская крепость. — Л.: Лениздат, 1983. — 112 с. — 100 000 экз.
- Кириков Б. М., Марголис А. Д. Пионерская площадь. — Л.: Лениздат, 1983. — 112 с. — 50 000 экз.
- Петров Г. Ф. Пискарёвское кладбище. — Л.: Лениздат, 1983. — 46 с. — 75 000 экз.

### 1984
- Николаева Т. И. Театральная площадь. — Л.: Лениздат, 1984. — 144 с. — 50 000 экз.

### 1985
- Чеснокова А. Н. Невский проспект. — Л.: Лениздат, 1985. — 208 с. — 100 000 экз.

### 1986
- Бастарева Л. И., Сидорова В. И. Петропавловская крепость. — Л.: Лениздат, 1986. — 112 с. — 200 000 экз.
- Яковченко Р. Н. Московский проспект. — Л.: Лениздат, 1986. — 144 с. — 50 000 экз.
- Петров Г. Ф. Памятник скорби и славы. Пискарёвское мемориальное кладбище. — Л.: Лениздат, 1986. — 64 с. — 200 000 экз.

### 1987
- Левитан И. И. Площадь Стачек. — Л.: Лениздат, 1987. — 96 с. — 50 000 экз.
- Севастьянов С. Ф. Площадь Восстания. — Л.: Лениздат, 1987. — 96 с. — 50 000 экз.
- Шилов В. В. Народный музей революционной истории Невской Заставы. — Л.: Лениздат, 1987. — 96 с. — 50 000 экз.

### 1988
- Богданов И. А. Гостиный двор. — Л.: Лениздат, 1988. — 128 с. — 50 000 экз. — ISBN 5-289-00118-2.
- Грибанов В. И., Лурье Л. Я. Аптекарский остров. — Л.: Лениздат, 1988. — 176 с. — 50 000 экз. — ISBN 5-289-00119-0.
- Канн П. Я. Казанская площадь. — Л.: Лениздат, 1988. — 160 с. — 100 000 экз. — ISBN 5-289-00120-4.

## Критика
Узнать об истории памятных мест Ленинграда помогают тоненькие, карманного формата книжечки серии «Туристу о Ленинграде», выпускаемые краеведческой редакцией Лениздата. Они и есть те самые знающие и умеющие увлечь в тайны минувшего гиды, которые так необходимы туристу. Слишком длинным было бы полное перечисление их. Вот лишь несколько названий: И. Охотников «Памятник на площади Ленина», П. Канн «Летний сад», А. Вересов «Крепость Орешек», Т. Соколова «Зимний дворец», , К. Клюевская «Медный всадник». … Думается, издательство нашло очень правильную форму рассказов о достопримечательностях города. Собранные в толстый путеводитель, рассказы потерялись бы на его страницах, которые чаще листают, чем читают. Тоненькую же брошюрку нетрудно и прочитать — подкупает объем. Ленинградцы позаботились и о соседях. Лениздат выпускает серии «Туристу о Новгороде» и «Туристу о Пскове». Другим городам, возможно, стоит самим подумать о подобной же пропаганде своих достопримечательностей.— Журнал «Наука и жизнь», 1969 год

Несколько пожеланий по серии «Туристу о Ленинграде». Отсутствие в ней «унифицированной» структуры всегда будет причиной неоправданных претензий критиков к авторам. Думаю, было бы полезным ввести обязательную вступительную статью с изложением принципов, по которым автор строит свою книгу. В конце издания, по-моему, следует давать топографический указатель.— А.Д. Желтяков, доктор исторических наук, профессор, журнал "Ленинградская панорама", 1987 год

Издательством «Лениздат» выпускалась серия популярных книжек («Туристу о Ленинграде»), содержавших немало интересных сведений из истории архитектуры Петербурга. — Владимир Григорьевич Лисовский